# Camelianus
Genre
Camelianus est un genre d'opilions laniatores de la famille des Manaosbiidae.

## Distribution
Les espèces de ce genre se rencontrent en Colombie et au Suriname.

## Liste des espèces
Selon World Catalogue of Opiliones (22/09/2021) :
- Camelianus fuhrmanni Roewer, 1912
- Camelianus gracilis (Roewer, 1913)

## Publication originale
- Roewer, 1912 : « Beitrag zur Kenntnis der Weberknechte Kolumbiens. Voyage d'exploration scientifique en Colombie. » Mémoires de la Société neuchâteloise des Sciences naturelles, vol. 5, no 2, p. 139–159 (texte intégral).